# Claudia Priscilla
Claudia Priscilla (São Paulo, 1972) é uma cineasta e roteirista brasileira.
Graduada em Jornalismo, estreou no cinema dirigindo o curta-metragem Sexo e claustro (2005). Ganhou o prêmio de melhor filme e melhor direção no Festival de Paulínia com seu filme Leite e ferro (2010), também vencedor do prêmio de melhor longa no Femina. É casada com o também documentarista Kiko Goifman, com quem codirigiu o curta Amapô e o longa Olhe pra mim de novo. Os dois também assinaram juntos o roteiro do longa 33..

## Filmografia
- 2016 - A Destruição de Bernadet, codirigido com Pedro Marques
- 2011 - Olhe pra mim de novo, codirigido com Kiko Goifman
- 2010 - Leite e Ferro

### Curtas
- 2013 - Quero Fazer, codirigido com Hilton Lacerda
- 2012 - Vestido de Laerte, codirigido com Pedro Marques
- 2008 - Phedra
- 2005 - Sexo e Claustro[4]

Séries
- 2016 - Transando com Laerte, Canal Brasil (segunda temporada), codirigido com Pedro Marques

- 2015 - Transando com Laerte, Canal Brasil (primeira temporada), codirigido com Pedro Marques